# Bandy en Hongrie

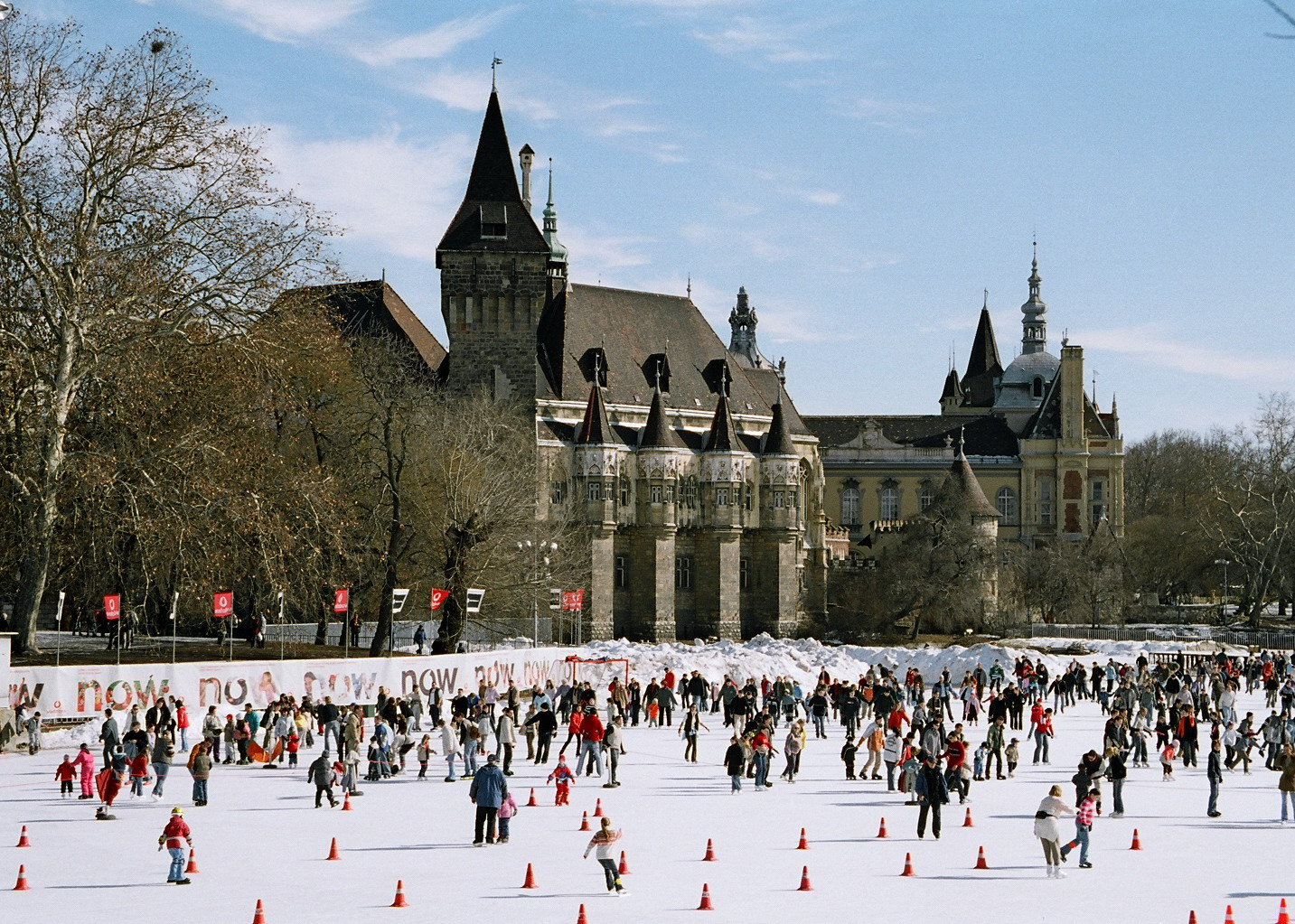
Le Városliget Ice Arena avec des cages de bandy.

Le bandy ou hockey russe est un sport collectif, ancêtre du hockey sur glace. Le bandy se pratique sur des terrains de football gelés. Chaque équipe compte onze joueurs sur le terrain. Les joueurs munis de patins se disputent à l'aide d'une crosse une petite balle de liège de couleur orange. Le système du hors-jeu est similaire à celui en usage en football. La partie dure deux fois quarante-cinq minutes avec une pause d'un quart d'heure entre les deux périodes. Le gardien arrête les tirs à mains nues.

## Le développement dans le pays
Le bandy n'est pas très populaire en Hongrie. Il y a un stade à Budapest, le Városliget Ice Arena, où les joueurs du championnat du monde de bandy de 2004 hongrois s'entraînaient et où le championnat du monde de bandy féminin de 2007 a eu lieu.
Il existe des écoles de bandy pour les enfants.

## Histoire
Le bandy a commencé à se développer en Hongrie au début du XXe siècle  grâce à des équipes comme FC Academica, MTK et Szeged. La première équipe a été fondée en 1907. En 1908 a eu lieu un grand tournoi international, au stade de Budapest. En 1922 la plupart des jeunes joueurs de bandy se sont tournés vers le hockey sur glace. L'équipe masculine de Hongrie de bandy a fait ses débuts internationaux en 1991 au championnat du monde de bandy de 1991 et l'équipe féminine hongroise lorsque la Hongrie a accueilli le championnat du monde de bandy féminin 2007.

## Sources
- (anglais) Bandytipset - Hungary